# Górzno
Górzno là một thị trấn thuộc huyện Brodnicki, tỉnh Kujawsko-Pomorskie ở trung-bắc Ba Lan. Thị trấn có diện tích 4 km². Đến ngày 1 tháng 1 năm 2011, dân số của thị trấn là 1357 người và mật độ 396 người/km².